# Sandra Pires
Sandra Pires Tavares (Río de Janeiro, 16 de junio de 1973) es una ex jugadora brasileña de voleibol de salón y ex jugadora de voleibol de playa, la única campeona olímpica sudamericana de voleibol de playa, junto con Jacqueline Silva.
Se destacó en el voleibol de playa y en esta modalidad ganó la medalla de oro en el primer Campeonato Mundial de Voleibol de Playa en 1997 en Estados Unidos, también fue medallista de plata en la edición de 2001 en Austria; participó en tres ediciones olímpicas, obteniendo la primera medalla de oro en los Juegos Olímpicos de Verano de 1996, la medalla de bronce en la edición de 2000 y participó en los Juegos Olímpicos de Atenas en 2004.
En 2022, lanzó un libro sobre su carrera.